# Tsivil
La Bolchoï Tsivil (en russe : Большой Цивиль ; en tchouvache : Мăн Çавал/Man Çaval) ou simplement Tsivil dans sa partie inférieure, est une rivière de Tchouvachie, en Russie et un affluent de la rive droite de la Volga.

## Géographie
La Tsivil est longue de 170 km et draine un bassin versant de 4 690 km2. Son débit annuel moyen est de 17,2 m3/s à 51 km de sa confluence.
La Petite Tsivil (Maly Tsivil) et la Grande Tsivil (Bolchoï Tsivil) joignent leurs eaux près de Tsivilsk pour former la rivière Tsivil, qui se jette dans la Volga près de Novotcheboksarsk.
Les rivières Ounga et Kounagar sont les principaux affluents de la Tsivil.